# Jean-Louis Bergeret
Jean-Louis Bergeret (* 11. Dezember 1641 in Paris; † 9. Oktober 1694 ebenda) war ein französischer Jurist. 
Bergeret studierte beide Rechte an der Universität seiner Heimatstadt. Nach erfolgreichem Abschluss trat er in den Staatsdienst ein und wirkte ab 1672 als Jurist im Parlament von Metz. Als solcher war er ein Parteigänger von Charles Colbert, marquis de Croissy, dem Außenminister von König Ludwig XIV.
Als die Académie française einen Nachfolger für den verstorbenen Philosophen Géraud de Cordemoy suchte, musste sie sich zwischen Bergeret und dem Philologen Gilles Ménage entscheiden. Da sich für Bergeret nahezu die ganze Familie Colbert aussprach, wurde dieser 1684 dann auch gewählt (Feuteuil 8). Der Kleriker Charles Irénée Castel de Saint-Pierre folgte Bergeret 1695 auf diesem Platz nach.